# ラッシュ郡区 (ペンシルベニア州ノーサンバーランド郡)
ラッシュ郡区（Rush Township）は、アメリカ合衆国ペンシルベニア州ノーサンバーランド郡にある郡区である。2000年現在の人口は1,189人。

## 地理
アメリカ国勢調査局によると、ラッシュ郡区の総面積は70.9km2。69.3km2が陸地で、1.6km2が水に覆われている。

## 人口
2000年の国勢調査によると、ラッシュ郡区の人口は1,189人であり、443世帯、330家族が居住している。人口密度は 1平方キロメートルあたり17.1人である。469軒の家があり、1平方キロメートルあたり6.8軒の家が建っている。町の人種構成は、98.23%が白人、0.25%が黒人ないしアフリカ系アメリカ人、0.00%がアメリカ先住民、0.67%がアジア人、0.08%が太平洋諸島系、0.17%がその他の人種であり、0.59%は混血である。人口の0.25%はラテン系である。
全世帯の30.2%には18歳未満の子供が同居しており、66.8%は夫婦で一緒に生活している。5.0%は夫のいない女性が世帯主であり、25.5%は独身である。全世帯の22.1%は一人暮らしであり、10.8%が65歳以上である。平均世帯人数は2.68人、平均家族人数は3.16人である。
ラッシュ郡区の人口は、26.4%が18歳未満、18歳以上24歳以下が6.3%、25歳以上44歳以下が25.1%、45歳以上64歳以下が27.7%、65歳以上が14.5%である。年齢の中央値は40歳である。女性100人に対して男性は98.8人であり、18歳以上の100人の女性に対して男性は101.6人である。
町の1世帯あたりの平均収入は43,098ドルであり、1家族あたりの平均収入は48,542ドルである。男性の平均収入が30,074に対し、女性の平均収入は23,077ドルである。1人あたりの収入は21,055ドルである。人口の5.1%（全家族の2.2%）が極貧層である。18歳以下の住民の7.9%、65歳以上の住民の3.1%は貧しい生活を送っている。